# Mars 1

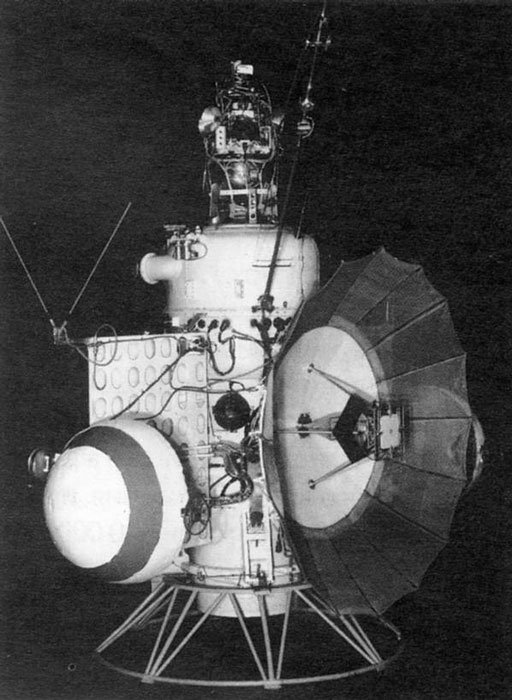
Imagen de la sonda espacial

La Mars 1 (1962 Beta Nu 1, en español llamada Marte 1) (en ruso: Марс-1) fue una sonda automática de exploración interplanetaria lanzada por la Unión Soviética en dirección a Marte el 1 de noviembre de 1962, tras los fallidos intentos de las Mars 1960A y Mars 1960B, con la intención de sobrevolar el planeta a una distancia de 11 000 km. Estaba diseñada para medir y enviar datos sobre la radiación cósmica, impactos de micrometeoritos y el campo magnético de Marte, radiación y estructura atmosférica del entorno, y posible compuestos orgánicos. Después de abandonar la órbita terrestre, el 21 de marzo de 1963, cuando se encontraba a una distancia de 106.760.000 km de la Tierra, las comunicaciones cesaron, probablemente debido a un fallo en el sistema de orientación de antenas de la sonda. La Mars 1 se aproximó a Marte el 19 de junio de 1963 hasta una distancia aproximada de 193.000 km, antes de entrar en una órbita heliocéntrica.
Esta sonda ha sido llamada también Sputnik 23 y Mars 2MV-4. Fue originalmente denominada Sputnik 30 en la U.S. Naval Space Command Satellite Situation Summary.

## La nave
La nave Mars 1 consistía en un cilindro de 3,3 m de largo y 1,0 m de diámetro. La nave mide 4 metros de largo con los paneles solares y los radiadores desplegados. El cilindro fue dividido en dos compartimentos. La parte superior de 2,7 m, el módulo orbital contenía figura el sistema de orientación y de propulsión de a bordo. En la parte inferior era el módulo de experimento, con la instrumentación científica, de 0,6 m de la . Una antena parabólica de alta ganancia de 1,7 m de diámetro fue usada para la comunicación, junto con una antena omnidireccional y una semi-antena direccional. La electricidad fue obtenida por dos paneles solares con una superficie total de 2,6 metros cuadrados montados en los lados inferiores de la nave. La electricidad estaba almacenada en una batería de NiCd con capacidad de 42 amp/h. 
Las comunicaciones se hacían a través de un transmisor de radio de onda decímetro montado en el módulo orbital que usa la antena de alta ganancia. Esto se complementó con un transmisor de longitud de onda de rango metros a través de la antena omnidireccional. Un transmisor de 8 centímetros de longitud de onda fue montada en el módulo de experimento para la transmisión de imágenes. También, fue montado en el módulo de experimento un transmisor de rango de 5 centímetros de impulsos. El control de temperatura se logró usando un sistema binario de gas líquido y radiadores hemisféricos montados en los extremos de los paneles solares. La nave llevó diversos instrumentos científicos, incluyendo un magnetómetro, una cámara fotográfica de televisión, un espectro-reflectómetro, sensores de radiación (de descarga de gas y contadores de centelleo), un espectrógrafo para estudiar las bandas de absorción de ozono, y un detector de micrometeoritos. 